# Леонтовичево
Леонтовичево (укр. Леонтовичеве) — село в Ровнянской сельской общине Новоукраинского района Кировоградской области Украины.
Население по переписи 2001 года составляло 128 человек. Почтовый индекс — 27151. Телефонный код — 5251. Код КОАТУУ — 3524084004.